# Temper Temper
Temper Temper is het vierde studioalbum van de metalcoreband Bullet for My Valentine, uitgekomen op 8 februari 2013 in Australië, en wereldwijd op 11 februari 2013. Dit album is geproduceerd door Don Gilmore, hij heeft ook het derde studioalbum geproduceerd van Bullet for My Valentine genaamd Fever.

## Nummers
| Titel                                 | Lengte |
| ------------------------------------- | ------ |
| Breaking Point                        | 3:42   |
| Truth Hurts                           | 3:36   |
| Temper Temper                         | 3:08   |
| P.O.W                                 | 3:53   |
| Dirty Little Secret                   | 4:55   |
| Leech                                 | 3:59   |
| Dead to the World                     | 5:15   |
| Riot                                  | 2:49   |
| Saints & Sinners                      | 3:29   |
| Tears Don't Fall (Part 2)             | 5:38   |
| Livin' Life (On te Edge of the Knife) | 4:01   |

### Bonustracks (Deluxe Edition)
| Titel                           | Lengte |
| ------------------------------- | ------ |
| Not Invincible                  | 3:26   |
| Whole Lotta Rosie (AC/DC-cover) | 4:10   |
| Scream Aim Fire (live)          | 5:03   |

### Bonustrack (Japanse uitgave)
| Titel             | Lengte |
| ----------------- | ------ |
| Playing With Fire | 2:50   |